# Cineserie

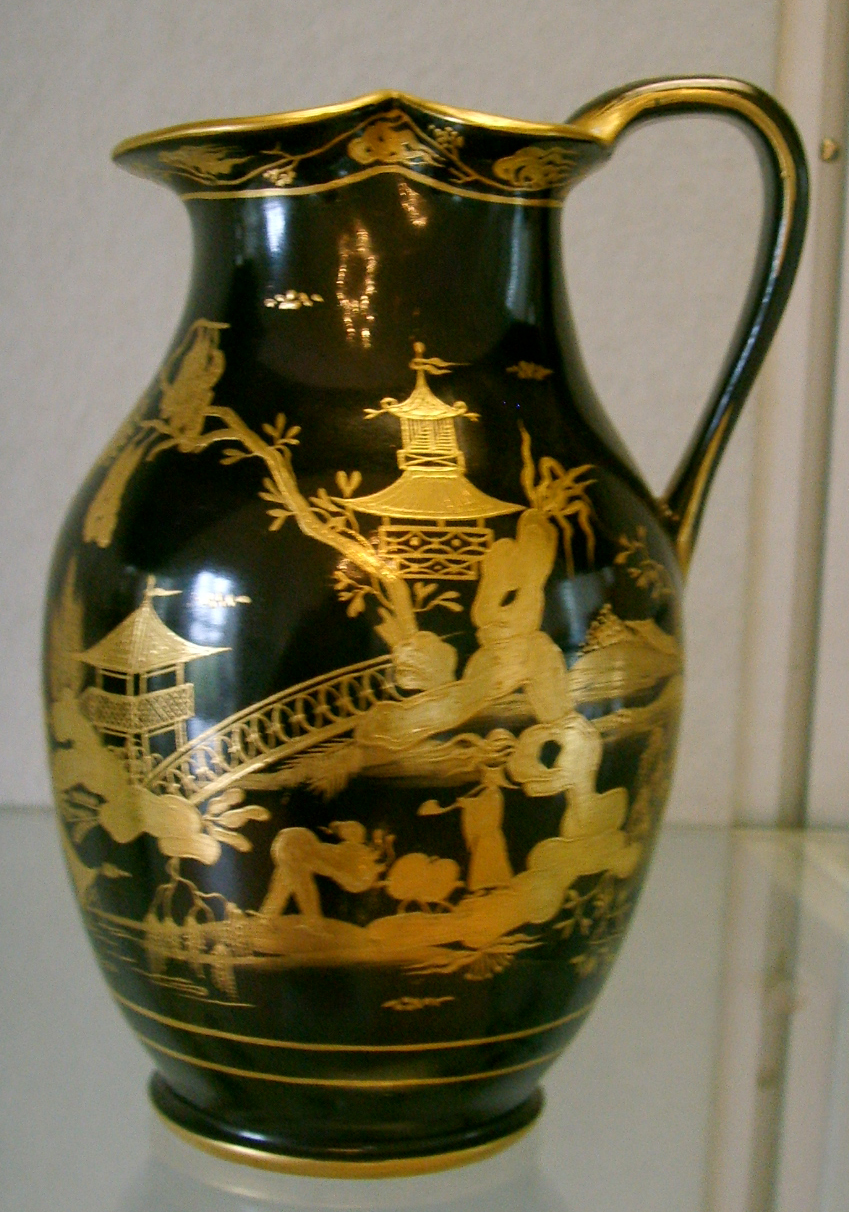
Una porcellana di Vienna del 1799, decorata a imitazione di un altro prodotto cinese, il vasellame laccato

Il termine Cineserie deriva dal francese "Chinoiserie" e si riferisce a un periodo dell'arte europea, a partire dal XVIII secolo, in cui si ebbe una notevole influenza dell'arte cinese, anche sulla scia di un crescente interesse che l'Europa aveva sviluppato per tutto ciò che fosse in generale esotico. Tale periodo era caratterizzato dall'utilizzo di immagini fantasiose di una immaginaria Cina, da asimmetria nei formati e capricciosi contrasti di scala e dai tentativi di imitazione della porcellana cinese oltre che dall'uso di materiali simili alla lacca. L'estetica delle cineserie nasce dalla corrente orientalistica, ovvero dallo studio scientifico dell'Estremo Oriente dal punto di vista storico, filologico-linguistico, antropologico e filosofico-religioso, ed evoca l'attrazione per il collezionismo di oggetti e architetture provenienti da tutta l'area orientale, più che dalla sola Cina in particolare.
In verità, la Cina individuata dagli europei andava allora indicando una più ampia regione del mondo che poteva comprendere la Cina stessa, ma anche il Giappone, la Corea, l'Asia Sud-Orientale e i Paesi dell'Oceano Indiano, l'India o la Persia. Lo stile proveniente dall'oriente veniva considerato una fonte di ispirazione e una risorsa di nuove fantasie per la creatività artistica. Le atmosfere immaginifiche e i disegni armonici dell'arte orientale, riflettevano nella mente degli europei le immagini di un mondo ideale, da cui attingere per la rielaborazione della propria cultura, in un periodo in cui nei circoli intellettuali più progressisti d'Europa l'impero cinese veniva spesso anche presentato come un modello di buon governo.
La moda delle cineserie viene dacciò considerata come un importante risultato dello scambio culturale tra il mondo orientale e occidentale. Nel corso del XIX secolo e specialmente nel suo periodo finale, lo stile delle cineserie venne lentamente assimilato a tutto ciò che proveniva da Paesi di cultura differente da quella europea sotto la definizione generica di esotismo.
Il termine Cineserie tuttavia venne forgiato e definito solo a partire dal XIX secolo. Infatti, sebbene la radice della parola Chinoiserie sia proprio Chine, Cina, gli europei del XVII, XVIII secolo non avevano un chiaro concetto di come la “Cina” fosse in realtà, ne tantomeno della sua esatta posizione geografica. Spesso termini come ‘Indie Orientali', ‘Oriente', ‘Estremo Oriente' o ‘Cina' venivano utilizzati egualmente per indicare la regione dell'Asia orientale avente la cultura propriamente cinese come principale rappresentante, ma a seconda del contesto il significato dato a questi termini poteva variare. Ad esempio l'architetto inglese Sir William Chambers, nella sua opera A dissertation on Oriental gardening del 1772, viene indicata per “Oriente” la Cina.
Nei registri delle finanze di Luigi XIV durante il XVII e il XVIII secolo già sono presenti diciture come ‘façon de la Chine', maniera della Cina, o ‘ à la chinoise'.
Nel XIX secolo il termine Chinoiserie apparve per la prima volta nelle opere letterarie francesi. In un romanzo pubblicato nel 1836 intitolato “L'Interdiction” Honoré de Balzac utilizza per la prima volta in un testo scritto Chinoiserie per indicare delle decorazioni artigianali in stile cinese. Nel periodo seguente il termine verrà sempre più comunemente utilizzato per indicare oggetti in produzione di stile cinese e a volte, cambiando semantica, per indicare oggetti vezzosi di piccola dimensione o di scarso valore. Nel 1878 Chinoiserie fece il suo ingresso formale nel “Dictionnaire de l'Académie” , con questa definizione: ‘Nome, femminile, prodotto di arte, mobile o altro curioso oggetto prezioso proveniente dalla Cina, o prodotto in stile cinese.'

## Storia

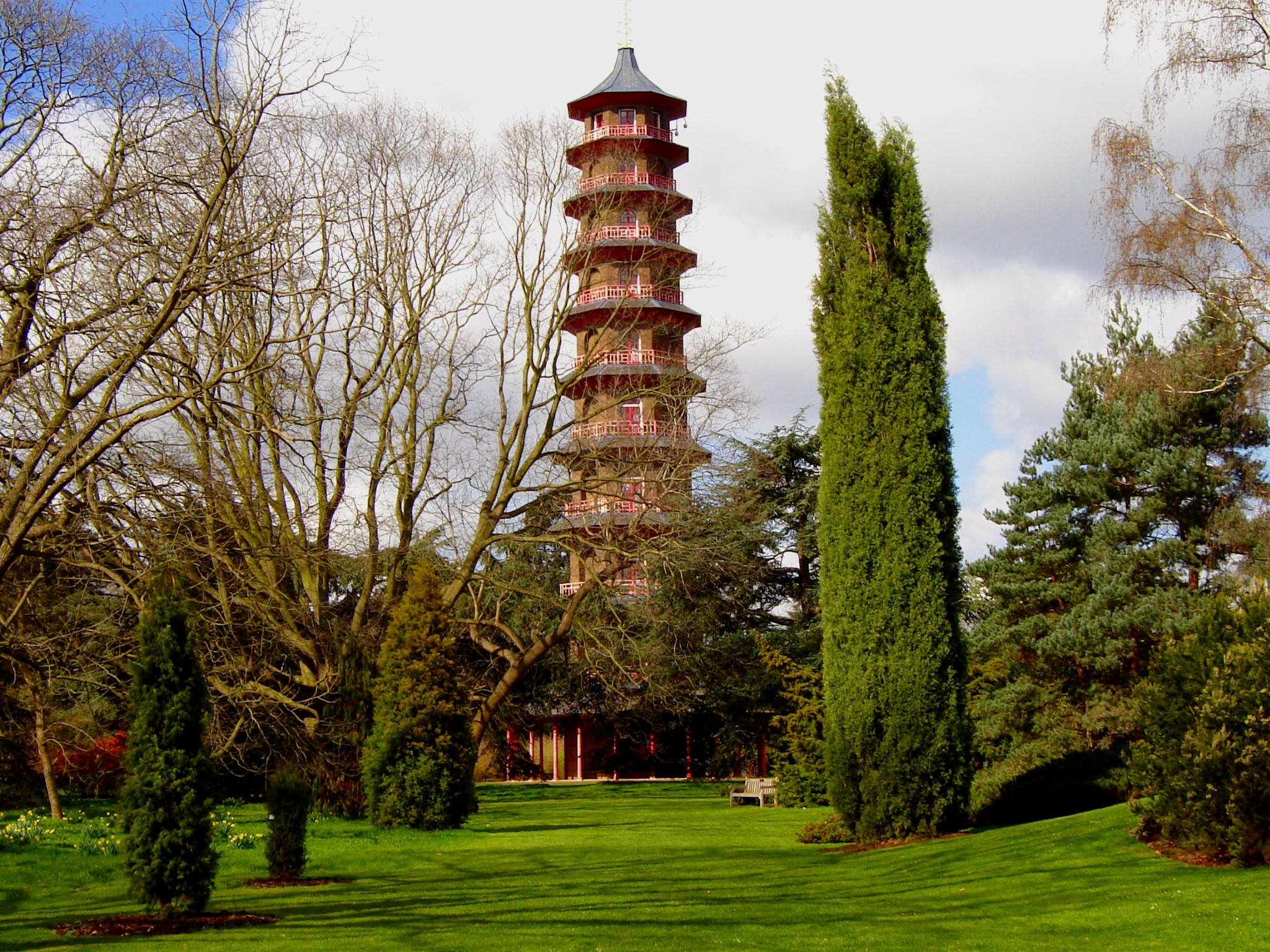
Pagoda di Sir William Chambers ai Royal Botanic Gardens di Kew a Londra.

Il giardino cinese, dipinto in stile cinese by François Boucher

Le cineserie entrarono nel repertorio europeo nella seconda metà del XVII secolo, quando l'opera di Athanasius Kircher ebbe molta influenza sullo studio dell'orientalismo. La popolarità delle cineserie raggiunse il suo massimo alla metà del XVIII secolo, quando vennero assimilate nel rococò dai lavori di François Boucher. Andarono poi declinando quando apparvero, agli occhi degli europei, antitetiche al neoclassicismo.
Esse si espressero interamente nelle arti decorative mentre la loro espressione in architettura si realizzò interamente nel campo di capricciose "follie" (costruzioni eseguite esclusivamente a scopo decorativo, ma la cui forma suggerisce un altro scopo). Per contro, le trasformazioni importanti che i modelli cinesi effettuarono, nel XVIII secolo, sullo stile dei mobili del primo periodo georgiano e nello stile naturalistico del paesaggio dei giardini inglesi, non vennero considerate cineserie.
Dopo la diffusione dei racconti di Marco Polo, la conoscenza che aveva l'Europa nei riguardi della Cina continuò a provenire essenzialmente dai resoconti dei mercanti e degli inviati diplomatici. Dalla metà del XVII secolo un ruolo preponderante nel flusso delle informazioni provenienti dall'Asia fu invece preso dai missionari gesuiti. Grazie a un continuo lavoro di annotazione e trascrizione venne resa una nuova immagine della forma di governo e cultura cinese dando l'opportunità agli europei di approfondirne la conoscenza.
L'influenza artistica dello stile propriamente cinese divenne quindi diffusa in tutta Europa già agli inizi del XVIII secolo con l'intensificarsi dei rapporti commerciali con l'Estremo Oriente. Questo stile venne largamente usato per prodotti di ceramica, tappeti, decorazioni parietali, pitture su armadi e paraventi, strumenti musicali, letti, tavoli, araldi, tessuti, sete, ricami, quadri a olio, mosaici e affreschi, ma anche per altri generi di prodotti artigianali, dipinti, pitture su legno, sculture, architetture, giardini e persino pianificazioni urbanistiche. Alcuni giardini europei iniziarono a includere architetture come padiglioni, pagode e ponti sospesi arricchiti di ogni tipo di decorazione e pittura in stile cinese, nonché simulazioni degli abitati cinesi come il villaggio cinese nel parco montano di Wilhelmshöe a Kassel in Germania, o altri similari in Svezia e in Russia. Un altro esempio è invece la moda dei giardini riproducenti i paesaggi naturali orientali. Padiglioni di svago nel “gusto cinese” divennero comuni nel tardo barocco e rococò tedesco e russo.

## Porcellane cinesi

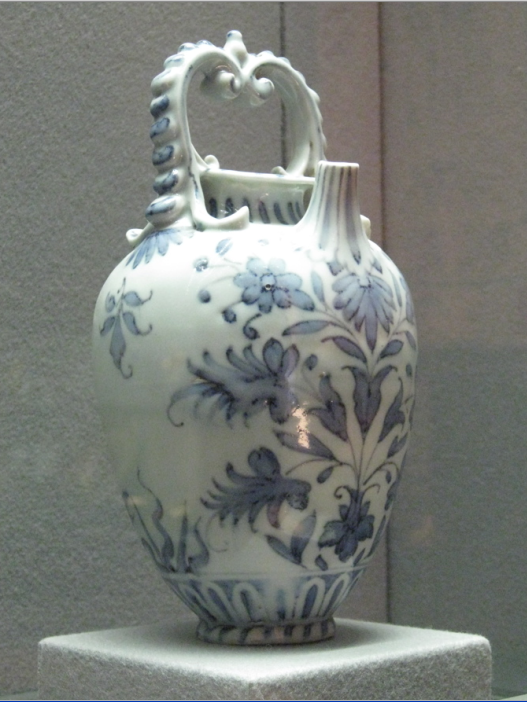
Bottiglia in Porcellana Medici, custodita presso il Museo del Louvre a Parigi. La manifattura del Casino di San Marco fu uno dei primi fortunati tentativi di imitazione della porcellana cinese in Europa.

Dal Rinascimento al XVIII secolo i progettisti occidentali tentano di imitare la complessità tecnica delle porcellane cinesi con successo solo parziale. Uno dei primi tentativi di qualche successo fu la cosiddetta Porcellana Medici, creata a Firenze durante il tardo XVI secolo. La manifattura, attiva dal 1575 al 1587, era ospitata presso il Casino di San Marco, sotto il patrocinio di Francesco I de' Medici, Granduca di Toscana. Ulteriori risultati, sebbene non ancora di natura commerciale, furono successivamente conseguiti in Francia, a Rouen, nel 1673, con la creazione di una porcellana a pasta tenera. Sforzi vennero infine fatti per imitare gli oggetti in pasta dura, tenuti in altissima considerazione. L'imitazione in quanto tale dei manufatti e dei motivi decorativi cinesi, iniziata con le faience del tardo XVII secolo, proseguì nella produzione europea di porcellana, quasi totalmente in oggetti per il tè, e raggiunse il picco nell'ondata delle cineserie del rococò (ca. 1740-1770).
I primi accenni di cineserie apparirono nei primi anni del XVII secolo, nelle arti delle nazioni con collegamenti con la Compagnia Inglese delle Indie Orientali, come Inghilterra e Paesi Bassi, e poi, dalla metà del secolo, anche in Portogallo. Le ceramiche realizzate a Delft e in altre città olandesi adottarono lo stile delle decorazioni della dinastia Ming. Dopo venne pubblicato un libro di Johan Nieuhof, con 150 immagini che incoraggiavano le cineserie, che divenne particolarmente popolare nel XVIII secolo. I primi oggetti in ceramica prodotti a Meißen e in altri centri, imitarono le forme cinese per piatti, vasi e articoli da tè.

## Decorazioni d'interni

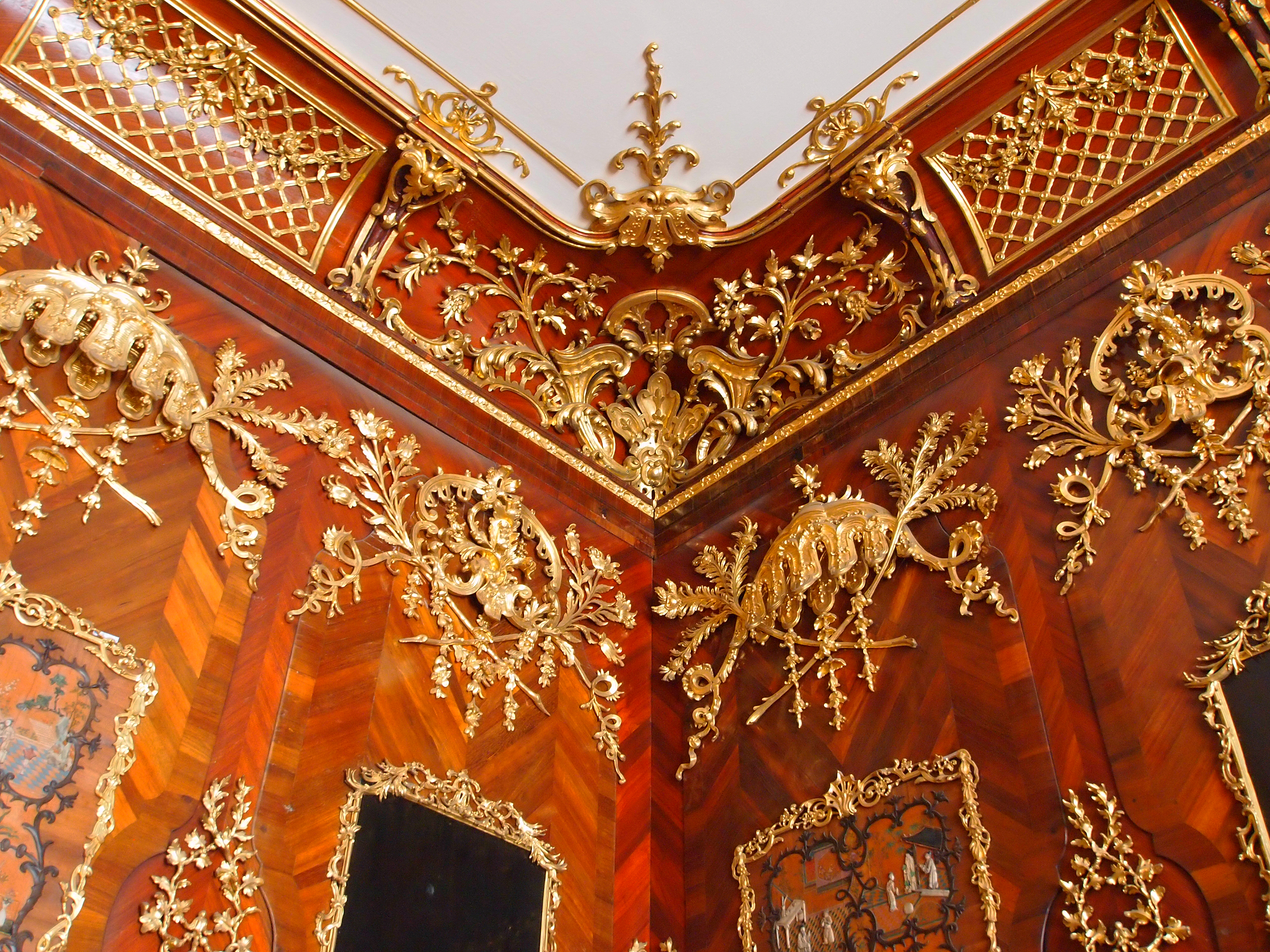
Pannelli e intagli lignei "alla cinese" nel Castello di Hetzendorf presso Vienna

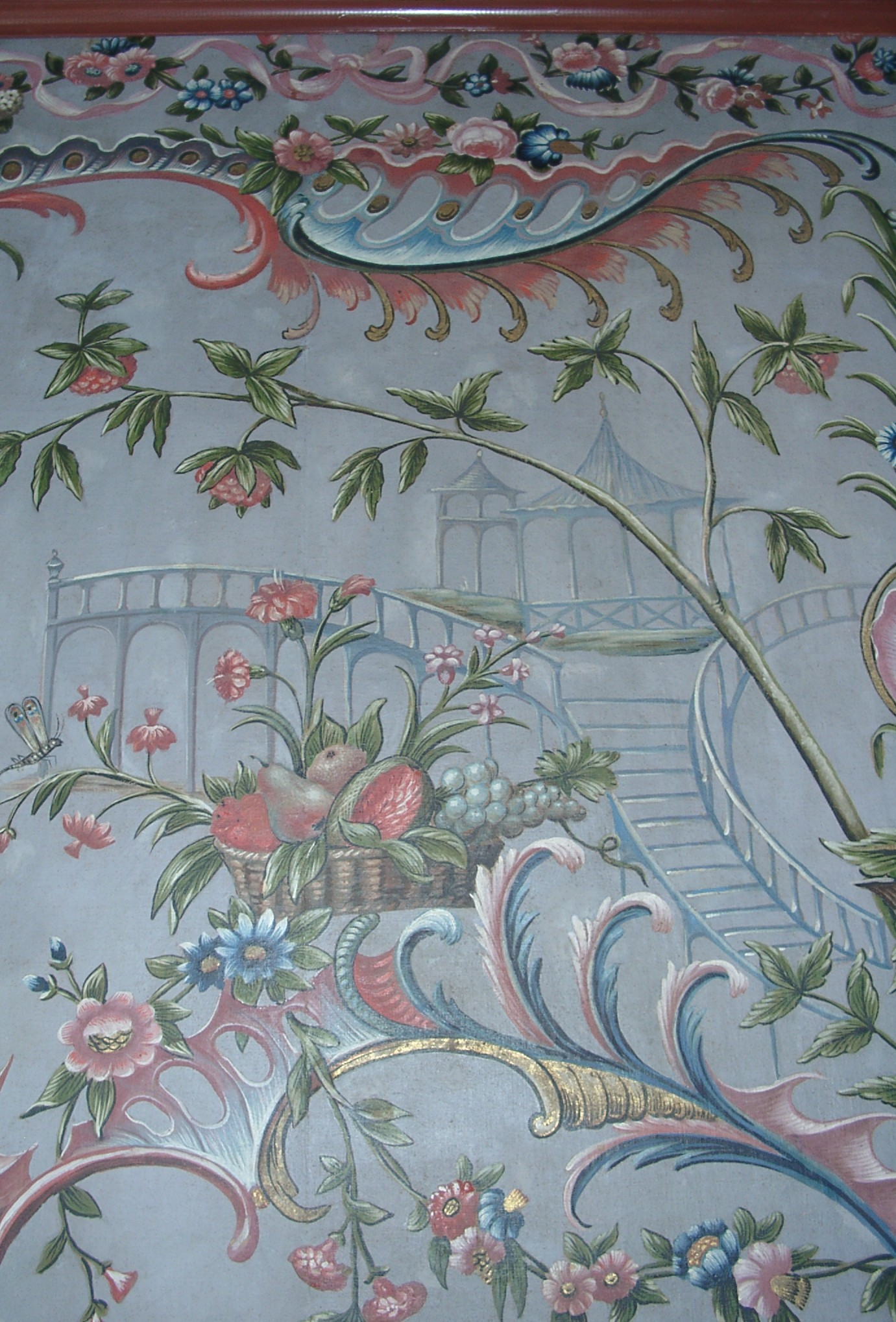
Carte da parati, dipinte a mano con motivi di cineserie, dal museo Geelvinck-Hinlopen Huis

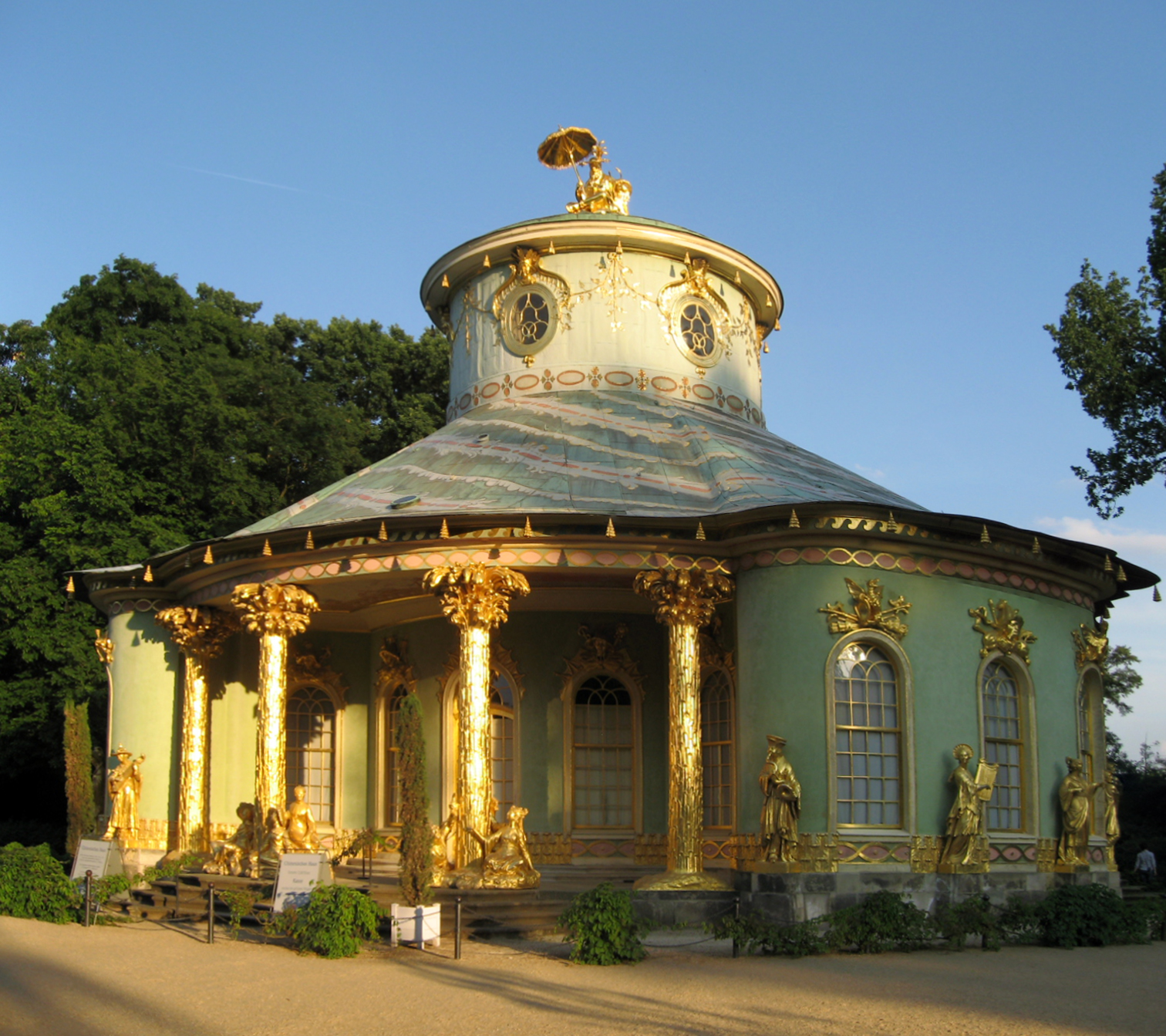
Casa cinese al Parco di Sanssouci di Potsdam

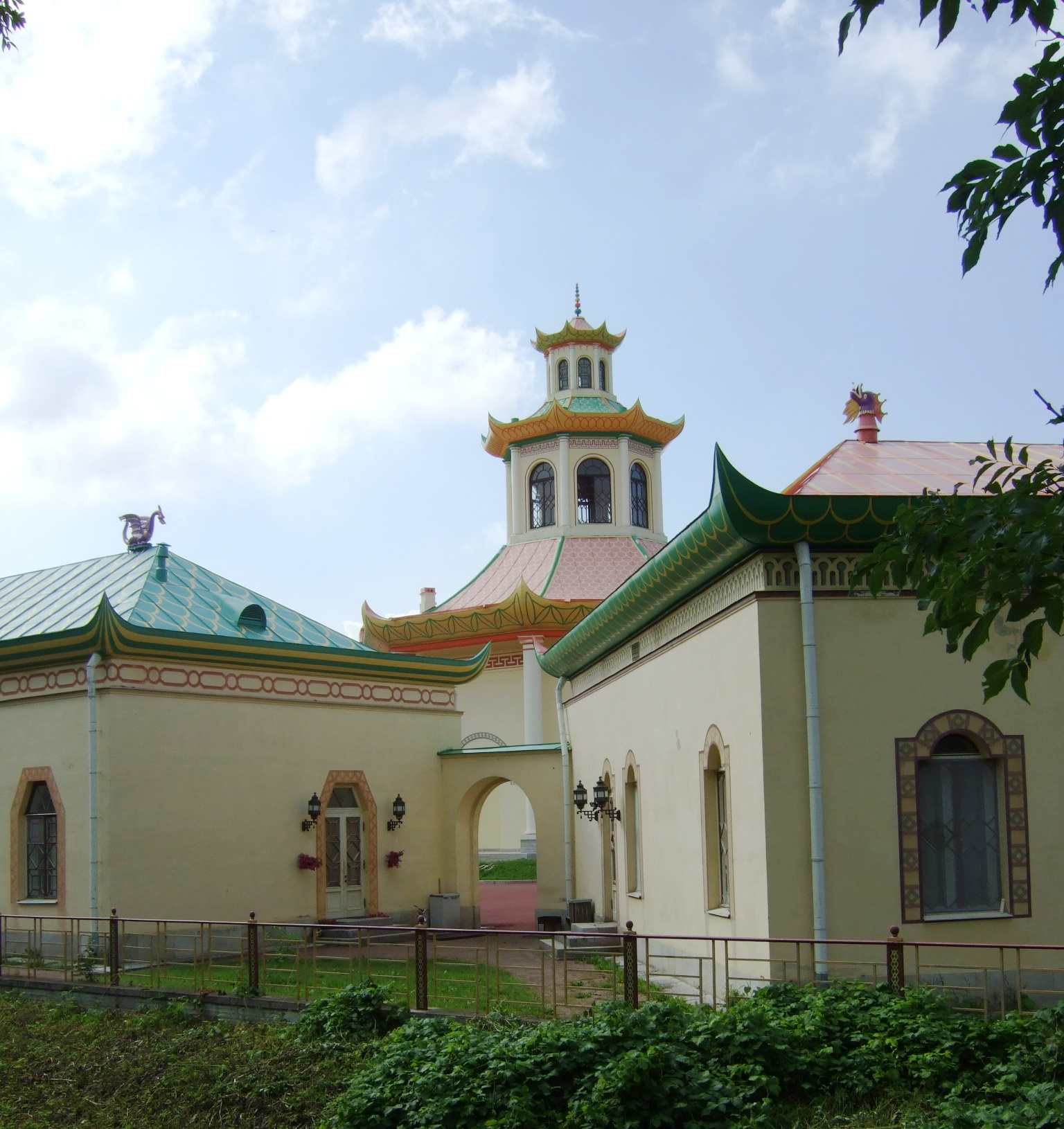
Villaggio cinese a Tsarskoe Selo commissionato da Caterina la Grande

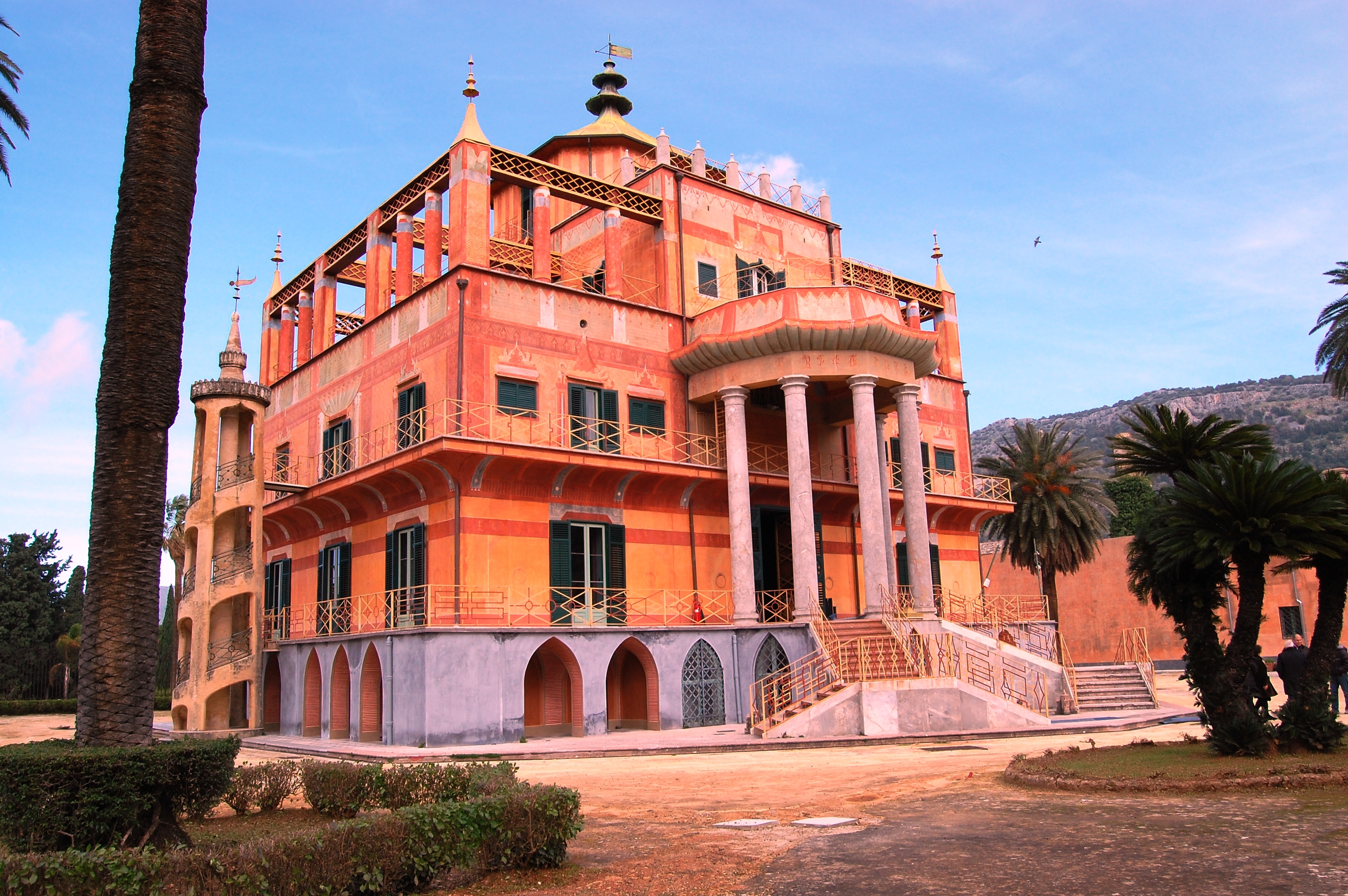
Palazzina Cinese, Palermo, commissionata da Ferdinando III di Sicilia

Molti monarchi europei, come Luigi XV di Francia, diedero grande rilievo alle cineserie, miscelandole con lo stile rococò. Intere stanze, come quelle al Castello di Chantilly, vennero dipinte con cineserie e artisti come Antoine Watteau e altri portarono grande maestria nello stile. Rivestimenti in pannelli di porcellana nel "gusto cinese" vennero eseguiti per il boudoir della regina nella Reggia di Portici presso Napoli e ad Aranjuez vicino a Madrid. I tavoli da tè e le vetrine in mogano di Thomas Chippendale, erano abbelliti con trafori, vetri e inferriate, intorno al 1753-1770, ma omaggi ai primi sobri arredamenti della Dinastia Qing erano anche abbastanza comuni. Non tutti gli oggetti realizzati secondo i principi di progettazione cinese rientrarono però fra le "cineserie".

## Architettura e giardini
Padiglioni di svago nel "gusto cinese" divennero comuni nel tardo barocco e nel rococò tedesco e russo. Nei palazzi di molti Paesi dell'Europa centrale apparvero sale con decorazioni ispirate allo stile cinese. Uno degli esempi più rappresentativi è quello della sala cinese nel castello di Wörlitz; ma sale a tema sono anche visibili nel castello di Pilnitz o a Potsdam nel Parco di Sanssouci, dove è presente una Casa del drago (Das Drachenhaus) e la Casa cinese (Das Chinesische Haus).  Interi villaggi cinesi vennero costruiti al Castello di Drottningholm in Svezia e a Carskoe Selo in Russia. 
Piccole pagode vennero realizzate nei giardini. I Kew Gardens hanno una pagoda disegnata da Sir William Chambers nel 1762, una copia della quale è stata costruita nell'Englischer Garten di Monaco di Baviera. Quella del castello di Chanteloup, vicino ad Amboise, in Francia, è alta 57 metri e mischia elementi cinesi con colonne neoclassiche. Nel giardino cinese della Reggia di Oranienbaum, in Russia, sono invece presenti una pagoda e una casa da tè cinese.
Nonostante il sorgere di un approccio più serio verso il Neoclassicismo, a partire dal 1776, la tendenza a sostituire i disegni ispirati all'oriente, al culmine degli arredi Regency "Grecan", il Principe Reggente fece costruire il Royal Pavilion a Brighton e Chamberlain la Royal Worcester che imitava le porcellane di Imari. Mentre gli stili classici regnavano nelle sale di rappresentanza, alcune case di lusso, a partire da Badminton House (dove la "Camera da letto cinese" era stata arredata da William e John Linnell intorno al 1754) e Casa Loma a Toronto realizzata da Nostell Priory, erano, a volte, dotate di un'intera stanza per gli ospiti arredata in stile cineserie, completa di letto in stile cinese. Più tardi vennero aggiunti esotismi immaginari di temi turchi, in cui un diwan divenne un divano.

## Critica letteraria
Il termine venne usato anche nella critica letteraria per descrivere un manieristico stile "cinese" della scrittura, come quello impiegato da Ernest Bramaht nelle sue storie di Kai Lung, da Barry Hughart nel suo romanzo Master Li & Number Ten Ox e da Stephen Marley nella serie Chia Black Dragon.